# Lepidomicrosorium suijiangense
Lepidomicrosorium suijiangense là một loài dương xỉ trong họ Polypodiaceae. Loài này được Ching & W.M. Chu mô tả khoa học đầu tiên năm 1983.
Danh pháp khoa học của loài này chưa được làm sáng tỏ. 